# Arthur Benjamin
Pour les articles homonymes, voir Benjamin.
 (mars 2020).
Si vous disposez d'ouvrages ou d'articles de référence ou si vous connaissez des sites web de qualité traitant du thème abordé ici, merci de compléter l'article en donnant les références utiles à sa vérifiabilité et en les liant à la section « Notes et références ».
Arthur Benjamin, né le 18 septembre 1893 à Sydney et mort à Londres le 10 avril 1960, est un professeur, pianiste, chef d'orchestre et compositeur australien.

## Biographie
Ses parents s'installent à Brisbane, où, à l'âge de 3 ans, il amorce sa formation musicale avec George Sampson, organiste à la St John's Cathedral. À l'âge de 6 ans, il fait sa première apparition publique comme pianiste. En 1911, il se voit attribuer une bourse de la Brisbane Grammar School pour entrer au Royal College of Music de Londres. Dans cette prestigieuse institution, il étudie la composition avec Charles Villiers Stanford, l'harmonie et le contrepoint avec Thomas Dunhill, ainsi que le piano avec Frédéric Cliffe.
En 1914, au déclenchement de la Première Guerre mondiale, il rejoint le corps d'entraînement des officiers, puis sert à partir d'avril 1915 dans l'infanterie comme 2e lieutenant du 32e bataillon des Royal Fusiliers. À partir de novembre 1917, il est attaché au Royal Flying Corps. Le 31 juillet 1918 son avion est abattu au-dessus de l'Allemagne par le jeune Hermann Göring. Il survit à l'écrasement de son avion et devient un prisonnier de guerre au camp de Ruhleben, près de Berlin. Là, il rencontre le compositeur Edgar Bainton, détenu depuis 1914, et qui deviendra plus tard le directeur du conservatoire de musique de la Nouvelle-Galles du Sud, en Australie. Pendant son incarcération, Arthur Benjamin compose la Sonate pour violon en mi mineur (1918), seule composition de cette période à avoir survécu.
À la fin du conflit, en 1919, il rentre en Australie et devient professeur de piano au conservatoire de musique de Sydney, mais retourne en Angleterre dès 1921 pour occuper un poste de professeur de piano au Royal College of Music. Parmi ses élèves, on compte notamment Muir Mathieson, Alun Hoddinott et le futur compositeur Benjamin Britten.
En parallèle à ses activités d'enseignant, Arthur Benjamin compose des œuvres de musique de chambre : Trois Pièces pour violon et piano (1919-1924) ; Trois impressions (pour voix et quatuor à cordes, 1919) ; Cinq pièces pour violoncelle (1923) ; Pastoral Fantasy (pour quatuor à cordes, 1924) et la  Sonatine (pour violon et piano, 1924). Il donne également plusieurs œuvres orchestrales après 1927, notamment le Concerto pour violon (1932). Arbitre et examinateur pour l'Associated Board de la Royal Schools of Music, fonction qui lui permet de séjourner au Canada et aux Antilles, il découvre dans cette dernière région le Mango Walk, mélodie à l'origine de Deux pièces jamaïcaines (1938), sa composition la plus universellement connue.
Après avoir remis sa démission au Royal College of Music, il s'installe à Vancouver, au Canada, où il demeure pendant toute la durée de la Seconde Guerre mondiale. En 1941, il est nommé chef d'orchestre de l'Orchestre symphonique de la SRC, poste qu'il occupe jusqu'en 1946, devenant ainsi une figure majeure de la vie musicale canadienne. Pendant ces années, il visite fréquemment les États-Unis, où il organise de nombreux concerts de musique britannique contemporaine. Œuvre majeure de cette période, la Sonate pour alto et piano (1942) est dédié à William Primrose.
De retour en Angleterre en 1946, il reprend l'enseignement au Royal College of Music. En 1949, il compose le Concerto pour piano quasi una Fantasia, une commande de l'Australian Broadcasting Commission, qu'il joue en concert à plusieurs reprises.
Parmi les autres grandes œuvres écrite à partir des années 1950, il faut retenir le Concerto pour harmonica (1953), Le Tombeau de Ravel pour clarinette et piano (1957) et le Quintette à vents (1960).
Il a signé quatre opéras, notamment, en 1950, une adaptation du Conte des deux cités (A Tale of Two Cities), roman de Charles Dickens. Un cinquième opéra d'après Le Tartuffe de Molière est resté inachevé.
Il meurt d'un cancer le 10 avril 1960, à l'hôpital du Middlesex de Londres.

## Au cinéma
Benjamin a eu une importante activité de compositeur de musique de films. Sa plus fameuse contribution concerne les deux versions de L'Homme qui en savait trop (1934 et 1956) d'Alfred Hitchcock où sa composition Storm Clouds Cantata joue un rôle essentiel lors de la célèbre séquence du concert à l'Albert Hall.